# FN 303

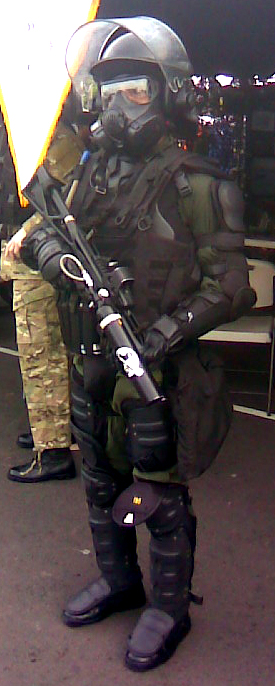
Membre de la Police Nationale du Panama équipé d'un FN 303

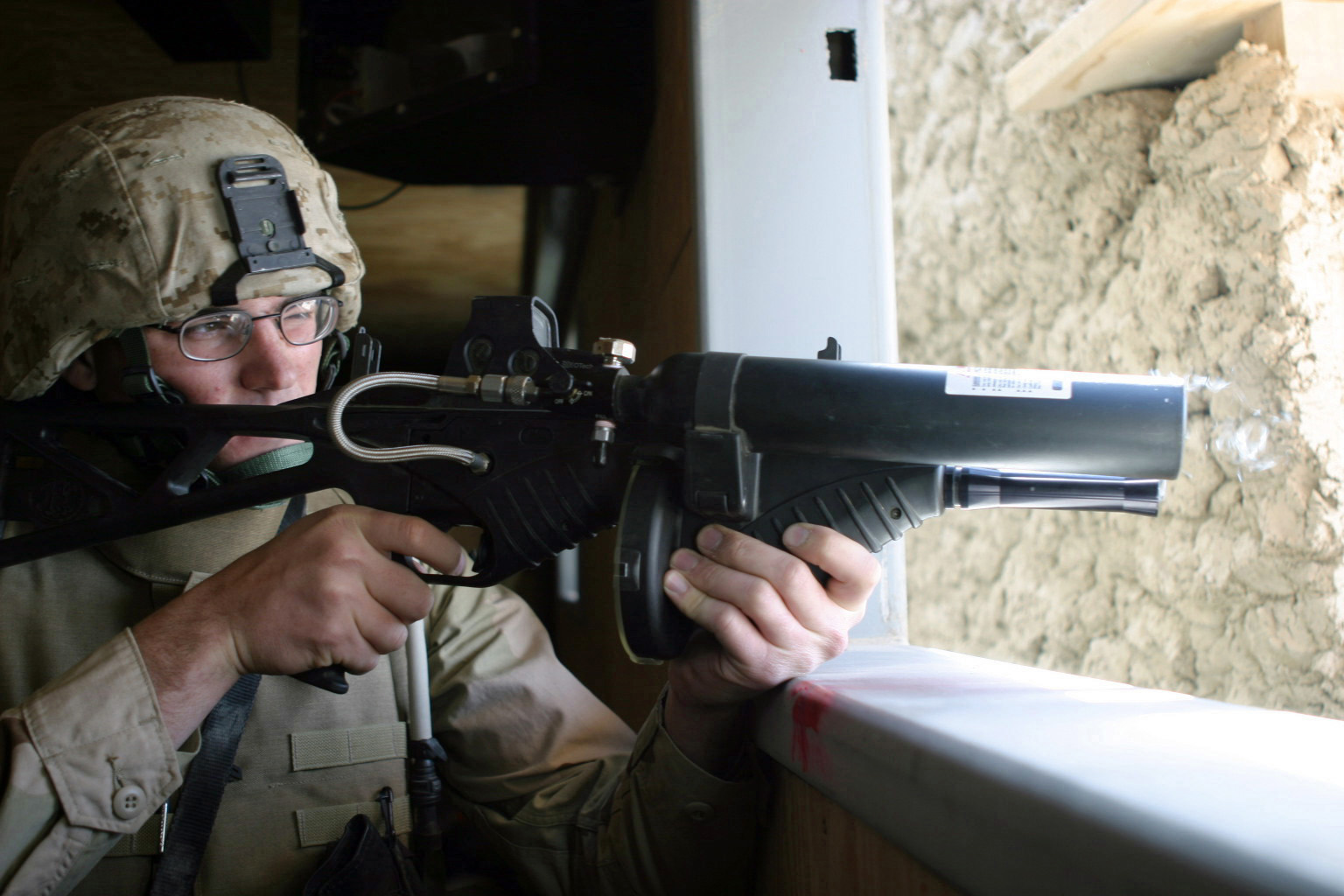
Un marine américain utilisant un FN303 en 2006.

Le FN 303 est une arme à létalité réduite de conception belge fabriquée par la FN Herstal depuis 2003.

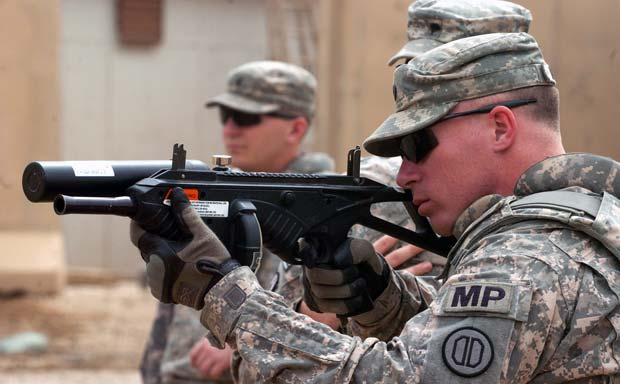
Un policier militaire américain avec FN 303.

## Fonctionnement
Il s'agit d'une arme semi-automatique à air comprimé projetant des projectiles à létalité réduite.
Le propulseur a une portée de 100 m, pèse 2,3 kg et les chargeurs ont une capacité de 15 coups. Les munitions utilisée sont d'un calibre de 18 mm.

## Utilisation

### Belgique
Le FN 303 est utilisé en Belgique par les unités spéciales et Équipes d'Assistance Spéciale des zones de la police locale,, notamment celles de Liège (Peloton anti-banditisme) et de Charleroi.